# Papiermark
Le papiermark (en français le « mark-papier »), officiellement appelé simplement mark, en abrégé ℳ, est la monnaie allemande à partir de juillet 1914, date à laquelle la convertibilité en or est suspendue, du fait de l'entrée en guerre. Les billets de banque ont alors cours forcé jusqu'en 1925, et l'Allemagne connaît entre-temps une période d'hyperinflation intense (1922 – 1924).

## Histoire
Dès l'entrée en guerre de l'Allemagne, le mark, à l'instar du franc français, cesse d'être convertible en or et a cours forcé. L'économie de guerre se met en place, financée en partie à coup d'emprunts publics et par la planche à billets : autrement dit, l’État allemand augmente les dépenses et le niveau d'endettement. Alors que le mark était une monnaie stable, son cours commence à s'éroder sur le marché des changes interbancaire, se met donc en place le régime des changes flottants. Par exemple, entre juillet 1914 et janvier 1920, le cours du dollar américain passe de 4,20 à 41,98 marks. En réalité, c'est surtout à partir de l'été 1918, que le cours du mark est chahuté, quand la victoire des Alliés semble acquise. En novembre, le mark entame une dégringolade régulière sur le marché parallèle, la fuite devant la monnaie prend place, on échange du mark contre des monnaies plus stables comme le dollar et la livre sterling.
Le pays entre ensuite dans une phase d'hyperinflation démesurée à partir du début de l'année 1922, phase qui s’accélère de façon exponentielle et ce jusqu'au 20 novembre 1923. 
Le 1er décembre 1923, le mark-papier est remplacé par le rentenmark, puis le 30 août 1924 par le reichsmark. Le taux de conversion entre les deux systèmes monétaires est fixé à 1 000 milliards (soit 1 billion) de marks pour 1 rentenmark ou reichsmark. 
Le rentenmark cohabita avec le reichsmark jusqu'en 1945.

## Pièces de monnaie (1914-1923)
Durant la Première Guerre mondiale, d'août 1914 à novembre 1918, l'émission de pièces en argent continue quelque temps : on trouve par exemple des pièces de 1/2 et 1 mark, mais celles-ci sont thésaurisées par la population et les institutions : ce phénomène n'est pas propre à l'Allemagne, on l'observe aussi en France et en Autriche-Hongrie. Les pièces de monnaie de plus petite dénomination (1, 2, 5 et 10 pfennig) furent fabriquées en des métaux moins stratégiques. Au cuivre et au nickel, réquisitionnés par l'armée, succédèrent le fer dès 1915, puis le zinc (cf. ci-dessous). À partir de 1919, et jusqu'en février 1923, la faiblesse du mark est telle, que l'institut d'émission, face à l'état de l'économie et au début de l'hyperinflation, doit se résoudre à suspendre la frappe de monnaie. Dès 1918, l'émission de monnaie de nécessité (en allemand : Notgeld) se fait jour : les villes, les chambres de commerce, de grosses entreprises se mettent à fabriquer des pièces de monnaie, parfois dans des matériaux comme la céramique ou la porcelaine (cf. ci-dessous).

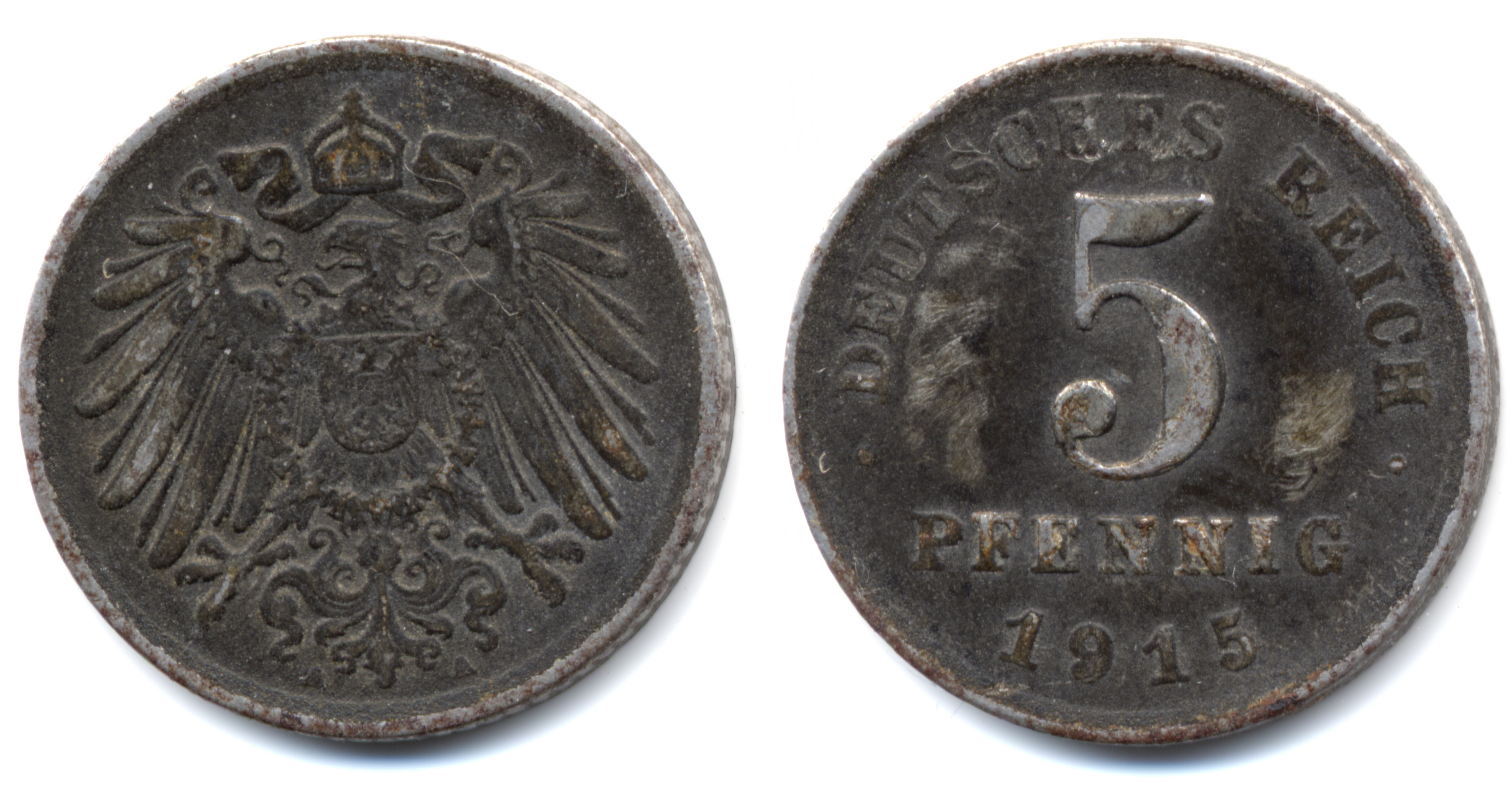
5 pfennig en fer (1915)
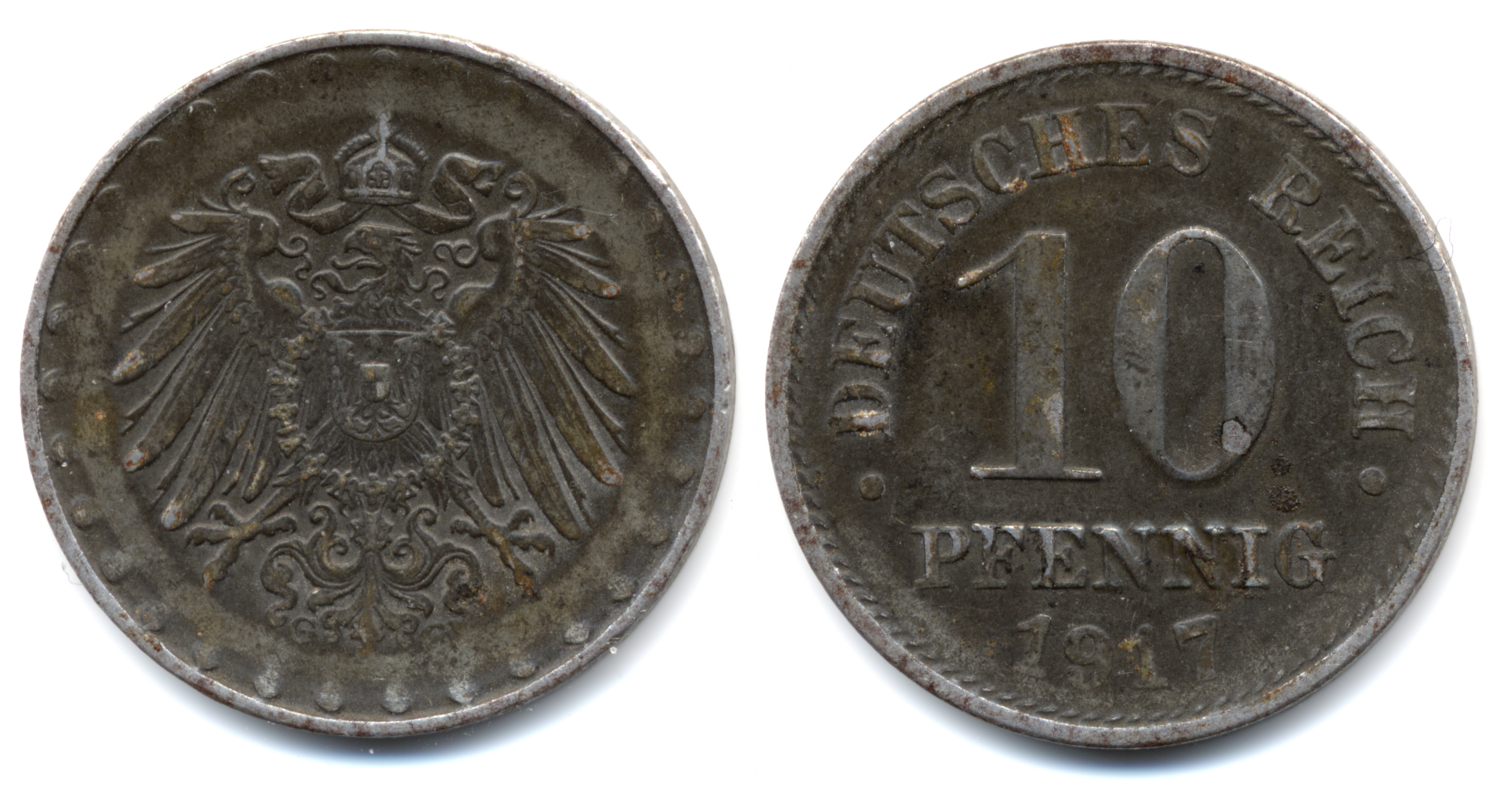
10 pf en fer (1917)
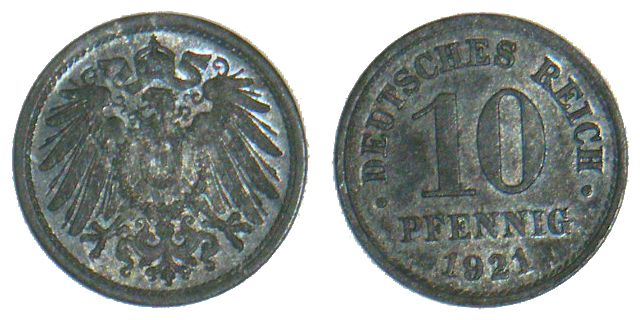
10 pf en zinc (1921)
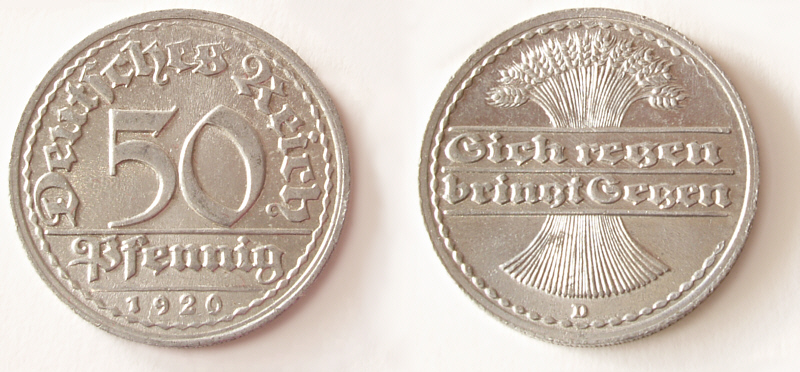
50 pf en aluminium (1920)

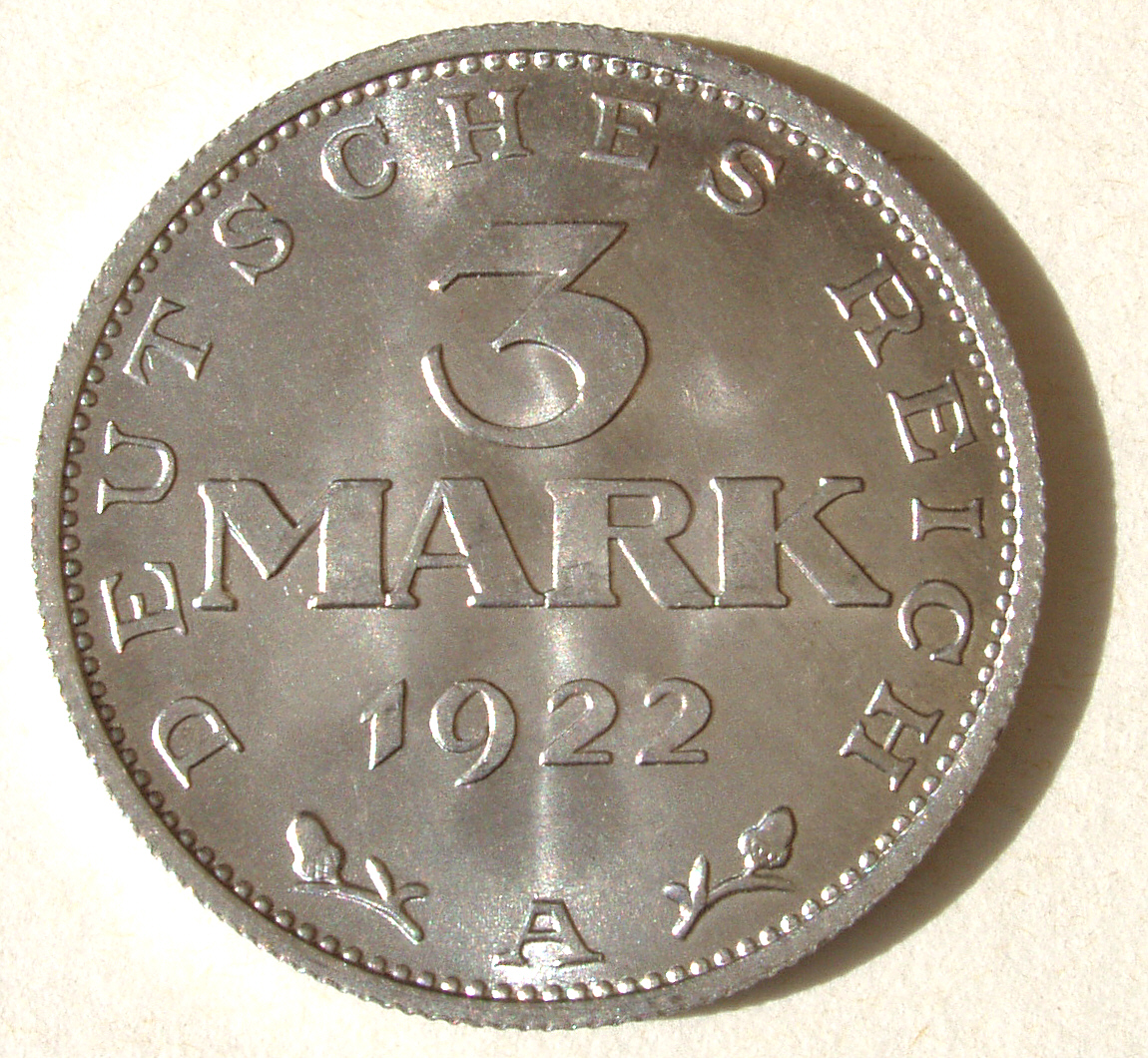
3 mark en aluminium (1922)
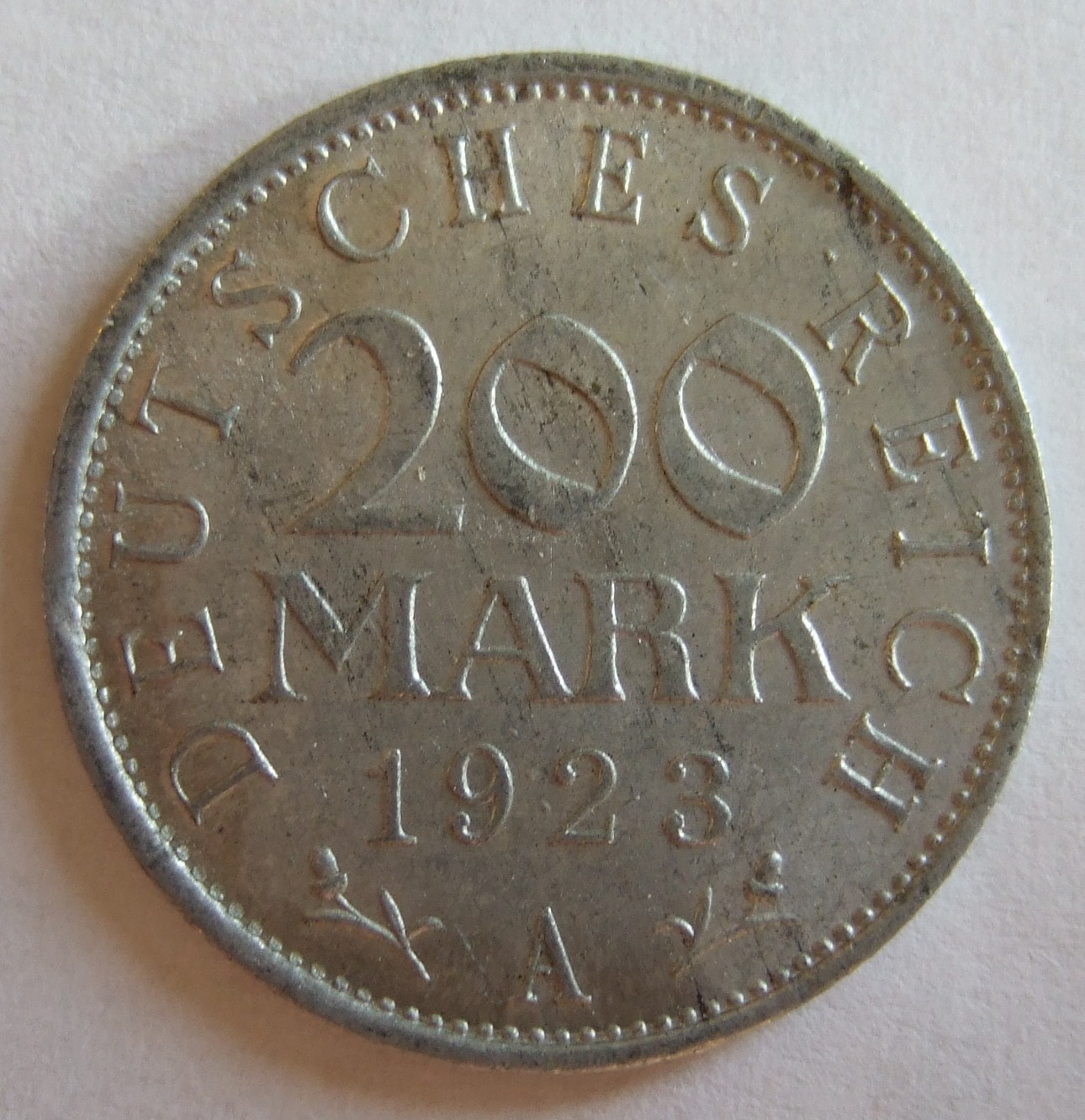
200 mark en alu (1923)
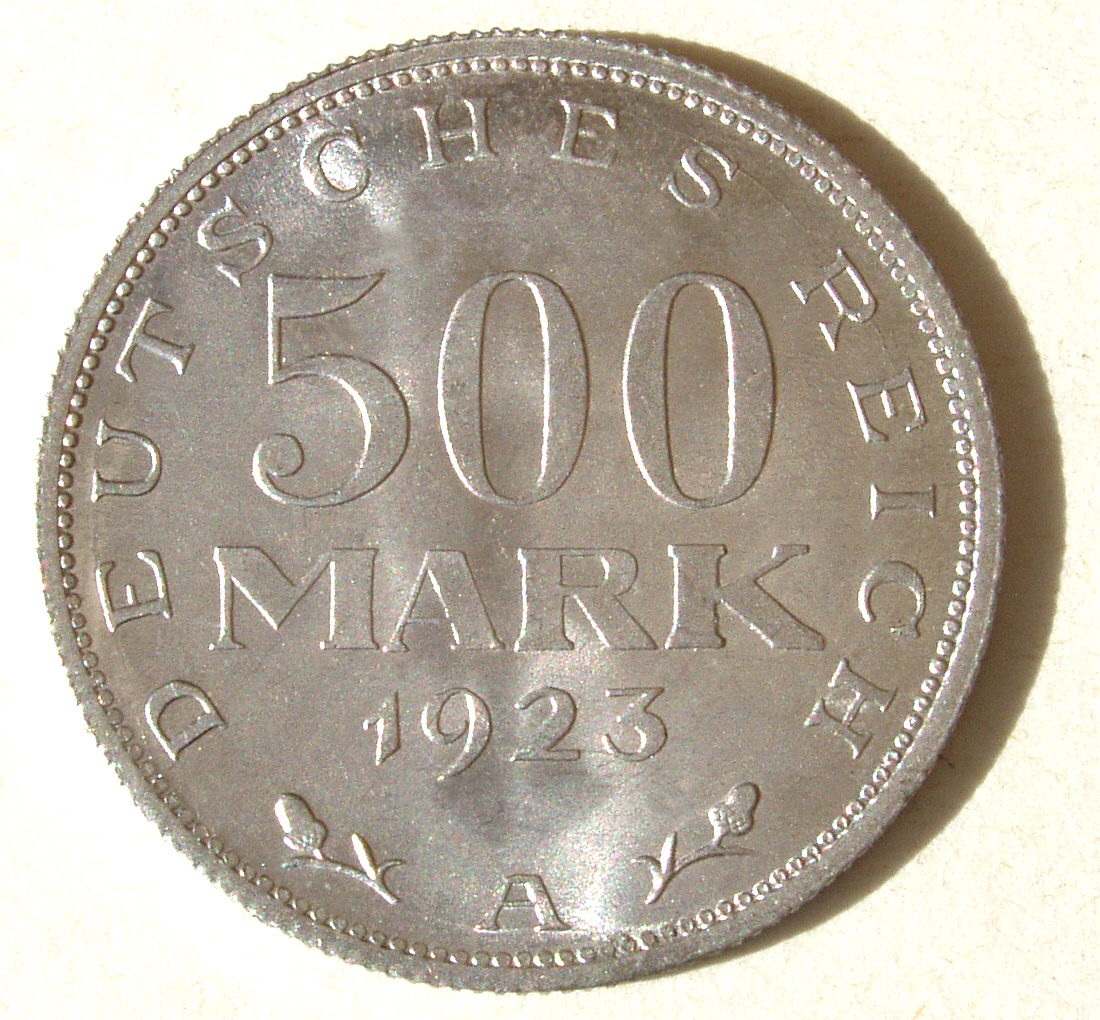
500 mark en alu (1923)

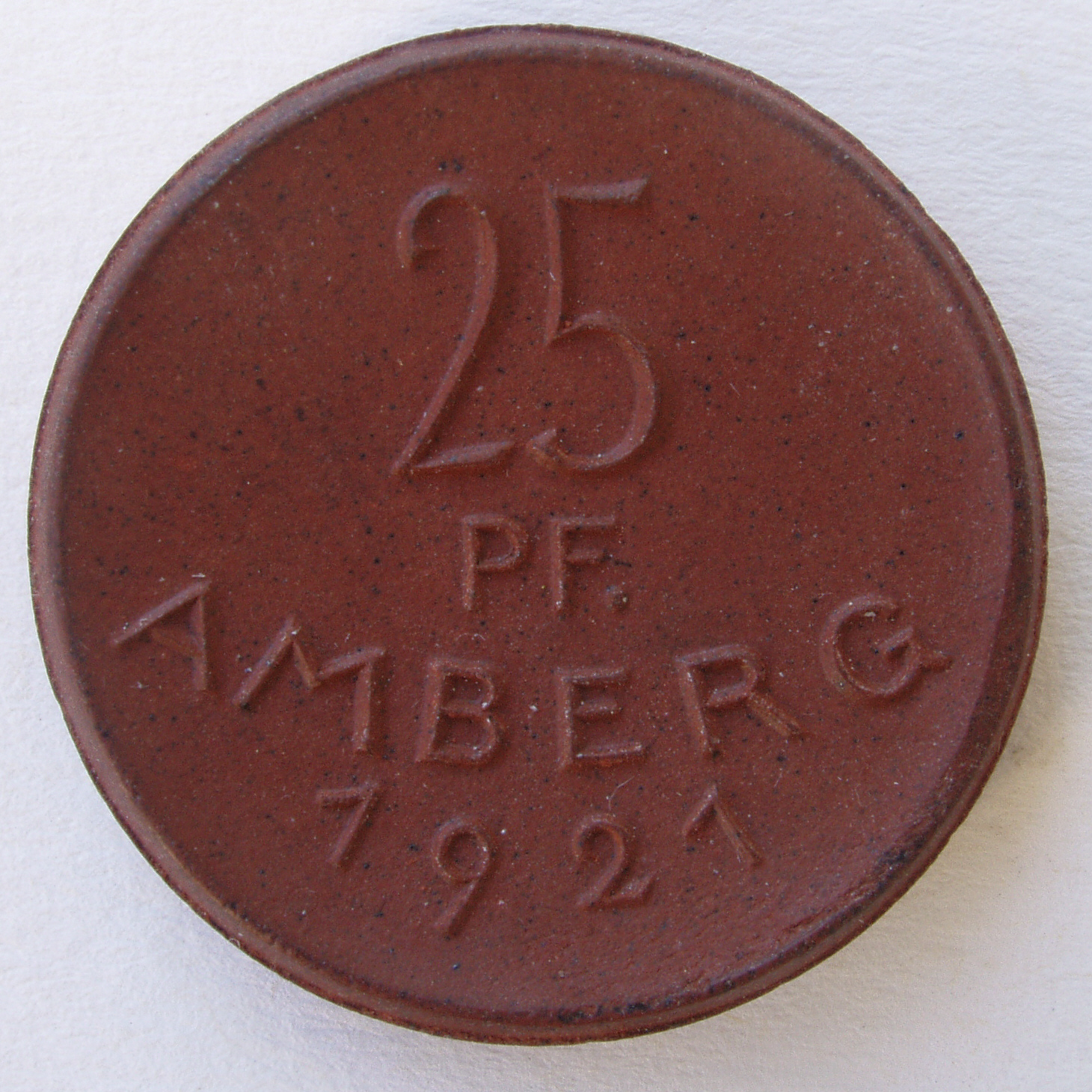
25 pfennig d'Amberg, en céramique rouge (1921)
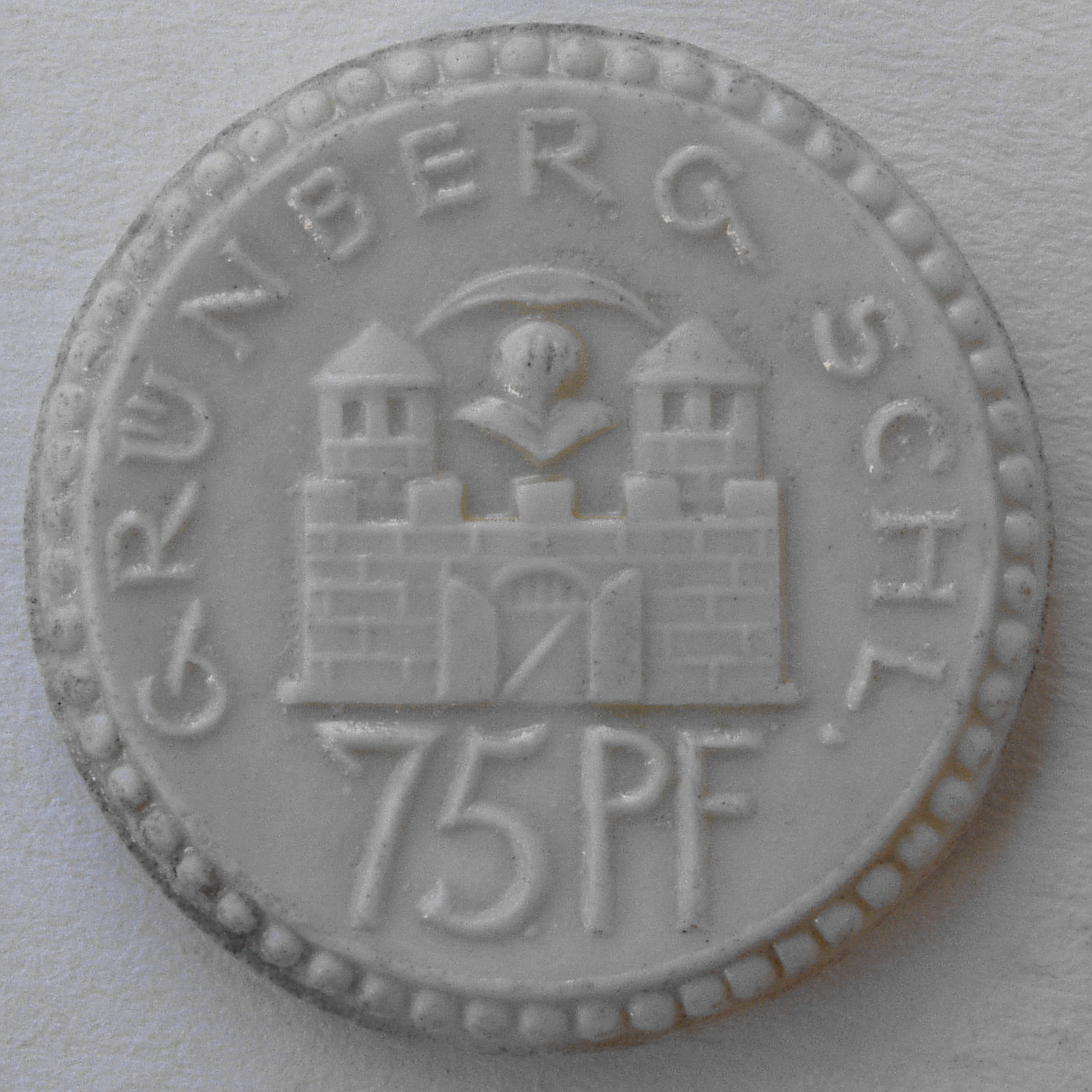
75 pf de Silésie, en porcelaine (1922)

## Billets de banque (1922-1923)
La Reichsbank fut tellement dépassée par le phénomène d'hyperinflation que, dès février 1923, elle se mit à imprimer des billets sur une seule face seulement et à surcharger d'anciennes émissions (cf. exemple ci-dessous). Dans les semaines qui suivirent, elle anticipa et fit imprimer pour février 1924 des billets libellés en billions (1012) de marks !

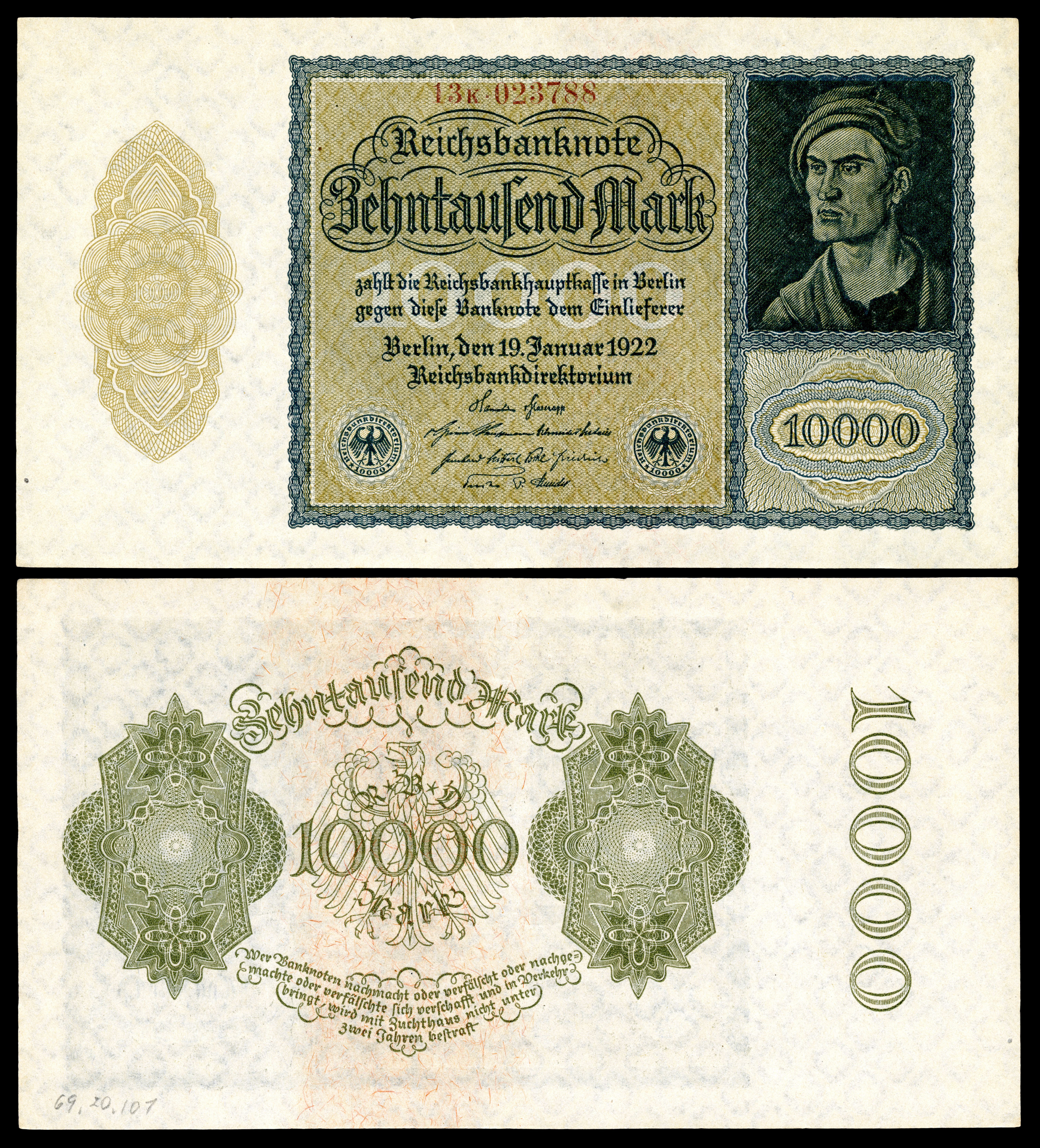
10 000 marks (janvier 1922)
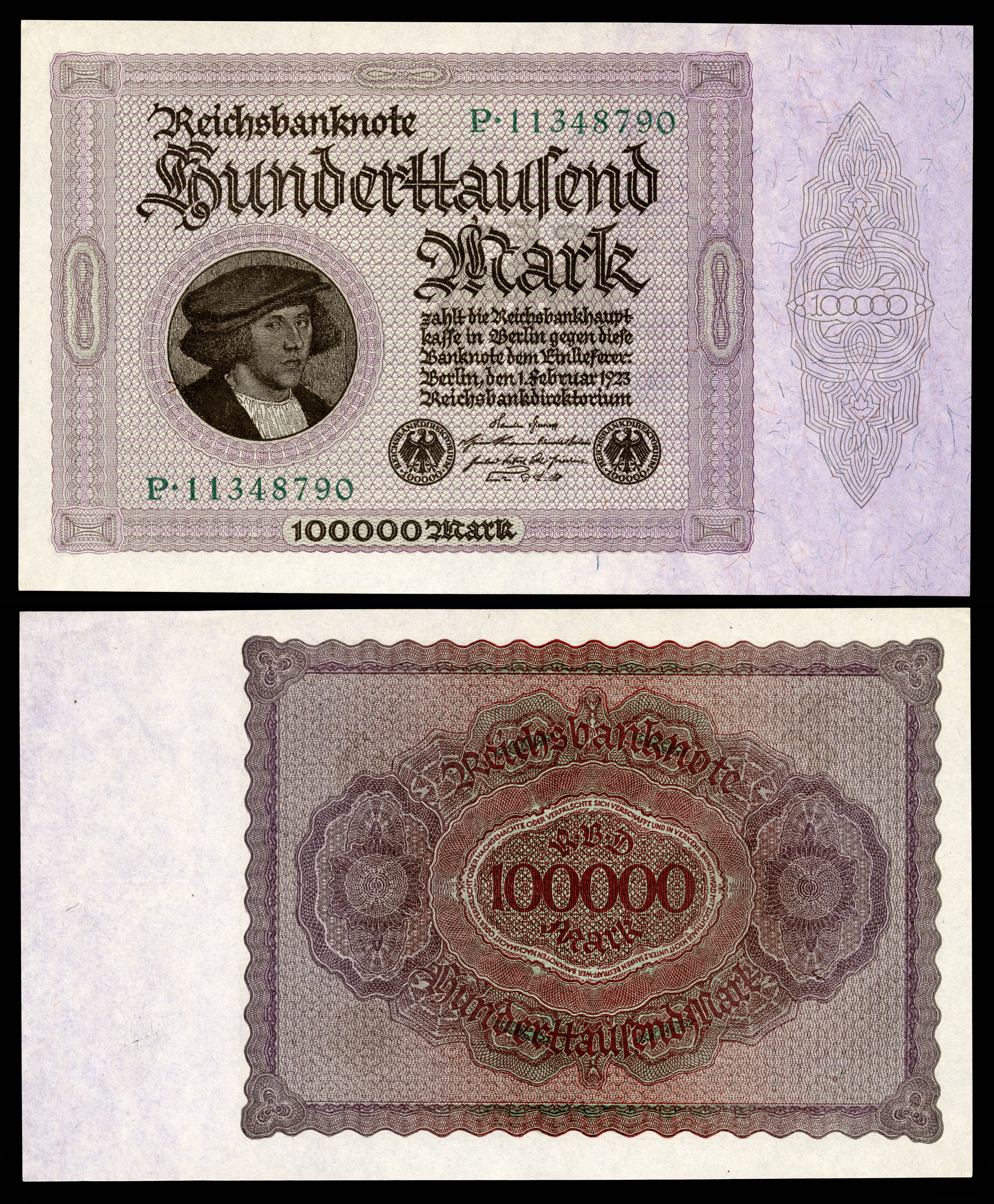
100 000 marks (février 1923)
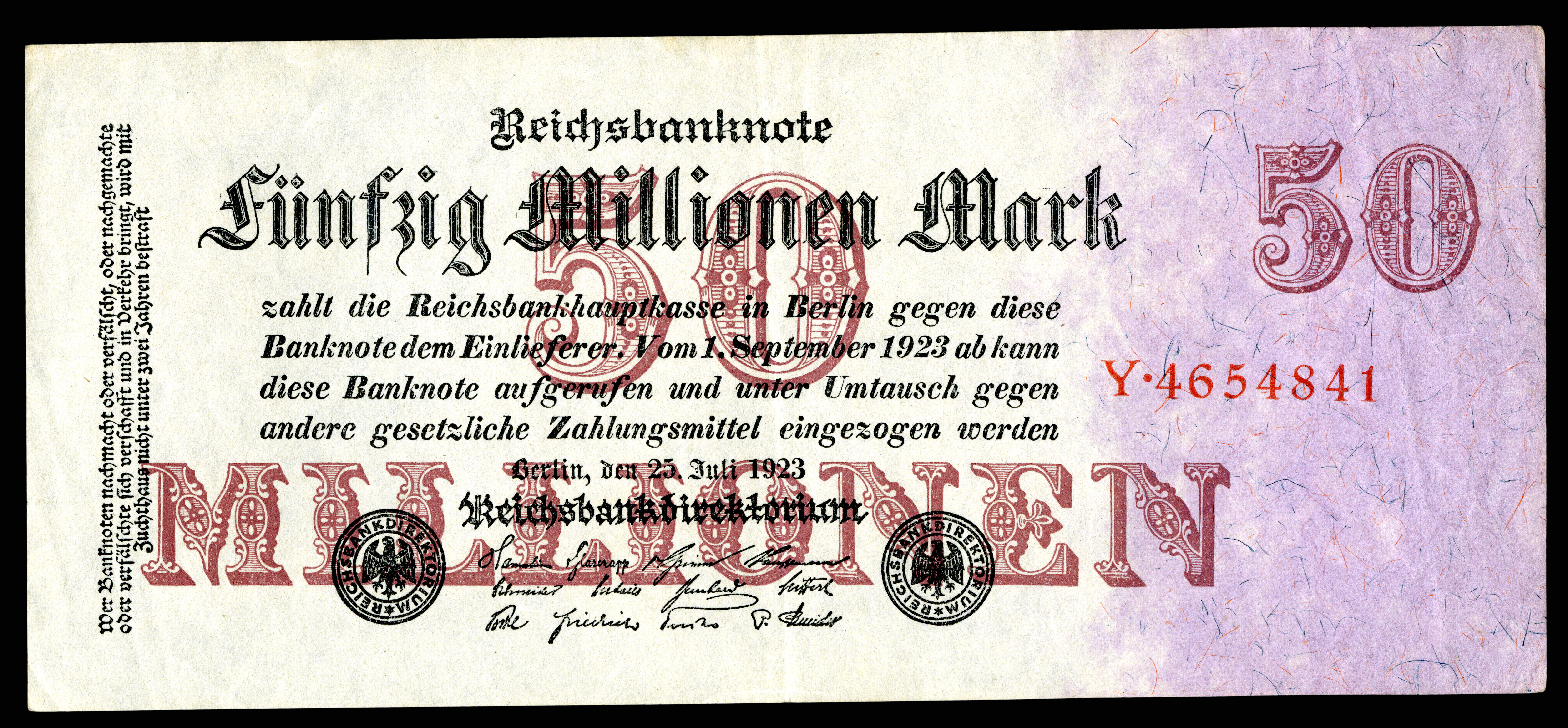
50 millions de mark (juillet 1923), uniface
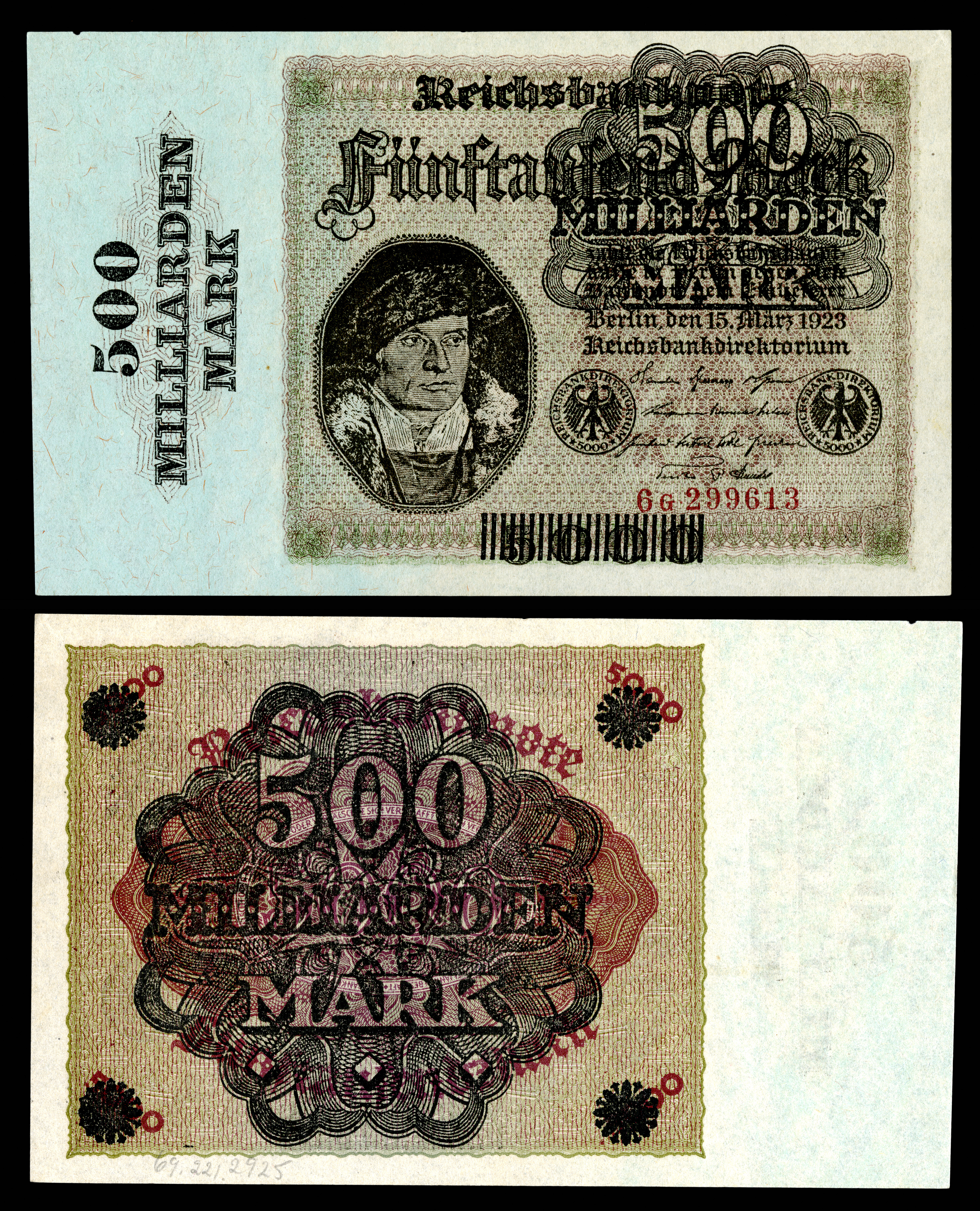
500 mark (octobre 1923), surchargé en milliards
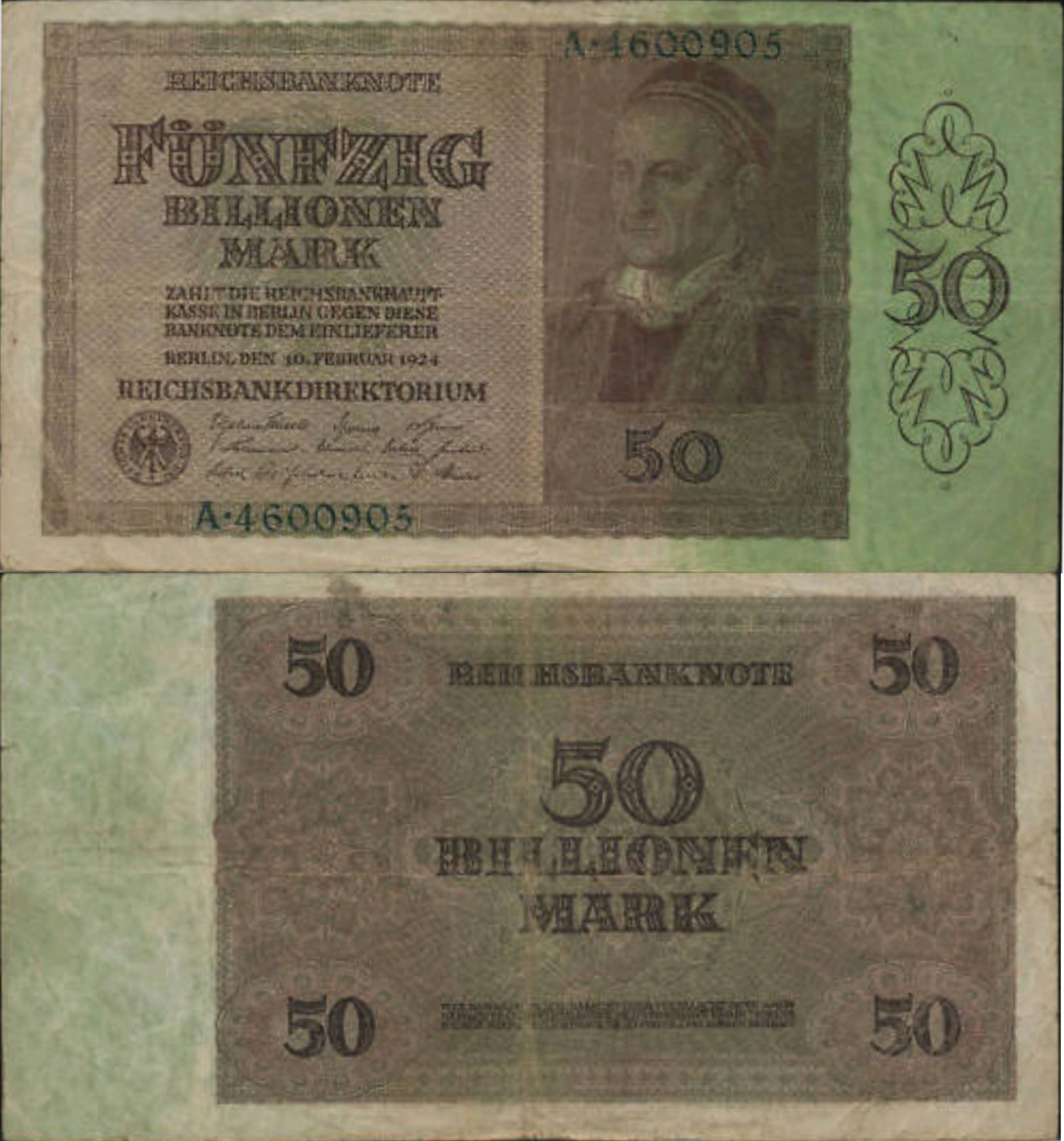
50 billions de mark (février 1924)
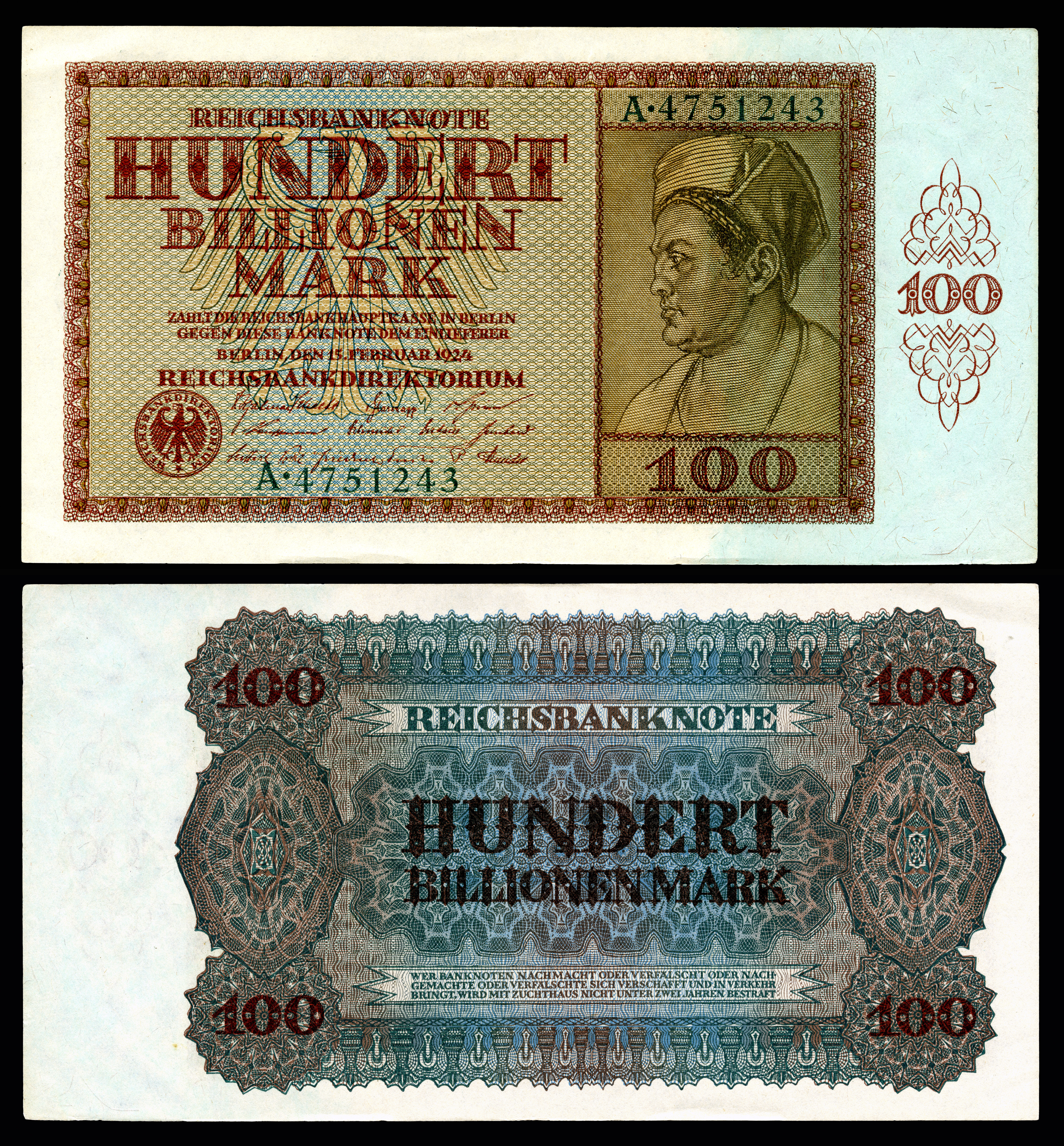
100 billions de mark (février 1924)

## Monnaie d'occupation
Avec l'ordonnance militaire du 7 juin 1916, l'Oberbefehlshaber der gesamten Deutschen Streitkräfte im Osten (Ober Ost), territoires occupés par l'Armée allemande situé à l'est, dispose désormais de son autonomie concernant la planification, l'économie, la juridiction, les droits de douane. Il a sa propre monnaie, le mark de l'Ober Ost. Il est remplacé à partir de novembre 1918 par l'ostmark (ou auksinas en Lituanie), dans les pays anciennement sous autorité allemande.